# Acalolepta andamanica
Acalolepta andamanica es una especie de escarabajo longicornio del género Acalolepta, tribu Monochamini, subfamilia Lamiinae. Fue descrita científicamente por Breuning en 1935.
Se distribuye por la India, en las Islas Andamán y Nicobar. Mide aproximadamente 21-24 milímetros de longitud. Se alimenta de la especie Canarium euphyllum.